# Д'Юрвил (море)
Море д'Юрвил (на английски: d'Urville sea) е периферно море в Индоокеанския сектор на Южния (Арктически) океан край бреговете на Източна Антарктида – Бряг Крал Джордж V на Земя Адели. Простира се между 136° и 148°и.д., а приблизителната му граница на север се прекарва по 63°ю.ш. Западната му граница се прекарва на север по 136°и.д., а на изток границата с море Сомов – на север по 148°и.д. Дължина от изток на запад около 480 km, ширина около 400 km, площ около 192 хил. km2. Южната му част се намира в пределите на континенталния шелф с дълбочини под 500 m, а на север максималната му дълбочина е до 3610 m. Голяма част от годината е покрито с дрейфуващи ледове. От бреговете му се отделят множество айсберги. Соленост 33,7 – 33,8‰.
Морето е открито през януари 1840 г. от френския мореплавател Жул Дюмон-Дюрвил и е наименувано в негова чест през 1914 г. от австралийския антарктически изследовател Дъглас Моусън На 12 януари 1956 г. на брега на морето е открита първата френска антарктическа станция „Дюмон д'Юрвил“.